# Östergötlands runinskrifter 223
Runinskrift Ög 223 är en runsten som nu står uppställd i en hagmark väster om Törnevalla kyrka i Törnevalla socken och Linköpings kommun i Östergötland. 

## Stenen
Stenen som ristades kring tusentalet är 180 cm hög, 130 cm bred och 30 cm tjock. Runhöjden 13-16 cm. Enligt Riksantikvarieämbetet är materialet grå granit, men enligt Östergötlands runinskrifter är det gnejs.
Enligt äldre reseberättelser ska stenen ha legat i kyrkogolvet och Pehr Arvid Säve skriver att "en runsten, öfverbyggd af läktaren, var oåtkomlig men sades vara läslig". 
Carl Fredric Nordenskiöld fann den upprest i prästgårdens hage och där står den fortfarande. Stenen är skadad i nederkanten, vilket gör att första namnet inte med säkerhet kan tydas, men troligen ska det vara þurstin/Torsten. Inskriften lyder i översättning:

## Inskriften
Translitterering av runraden:
: [----]tin : raistþi : stain : þana : iftiʀ : þuri : mak : sin
Normalisering till runsvenska:
[Þors]tæinn(?) ræisti stæin þenna æftiʀ Þori, mag sinn.
Översättning till nusvenska:
Torsten reste denna sten efter Torer sin måg.
Måg är svärfader, svåger.

## Bilder

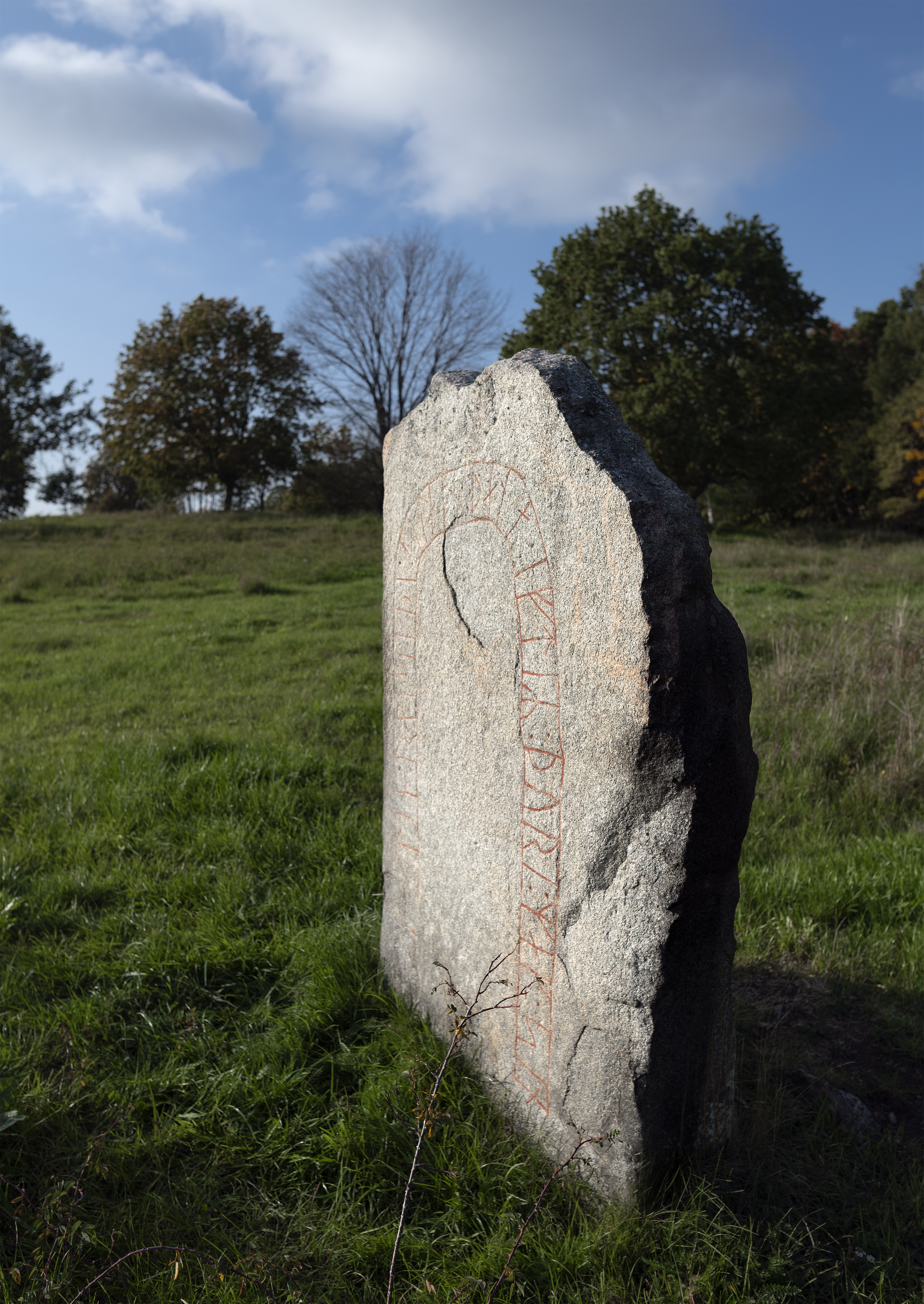
Ög 223 år 2020
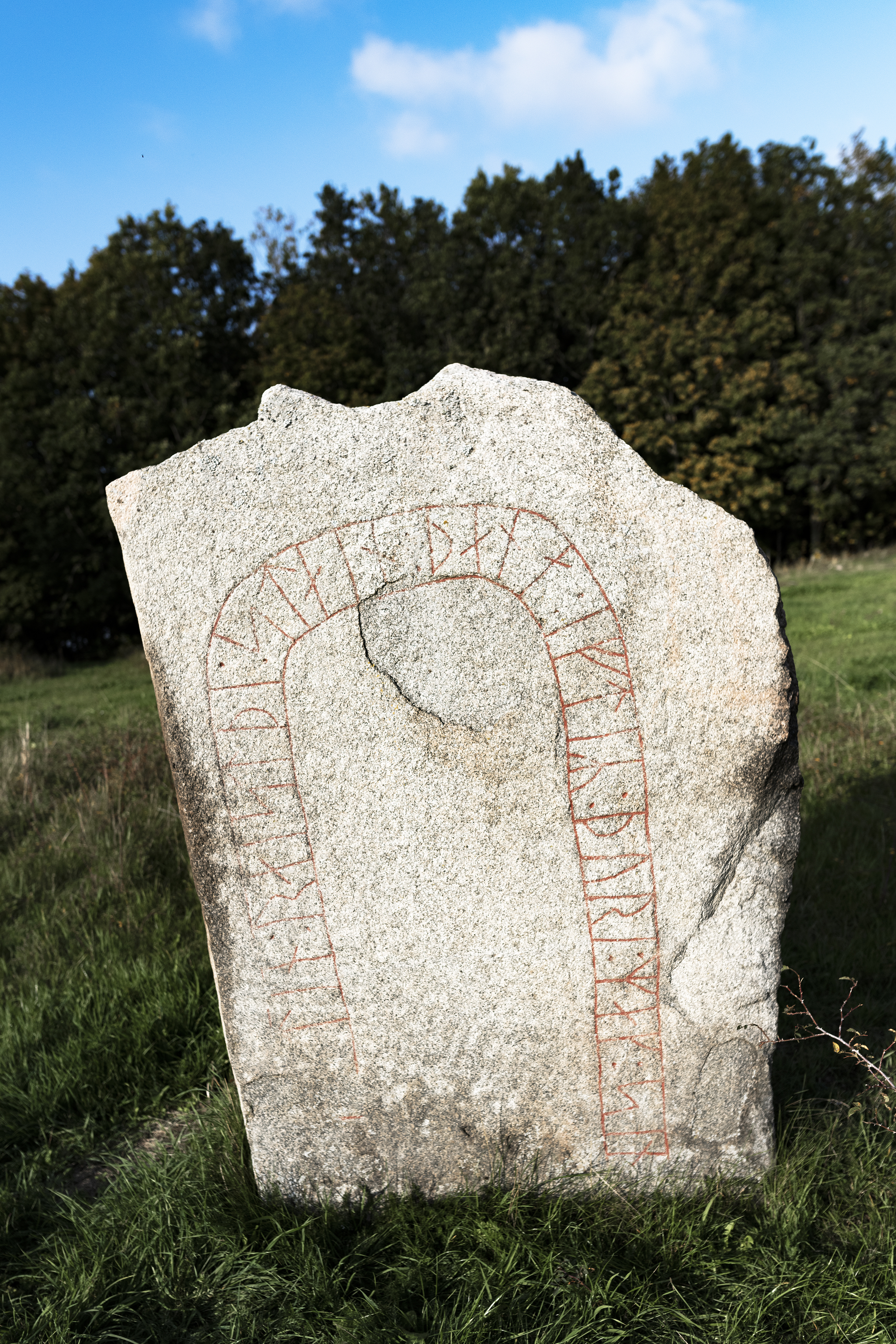
Ög 223 år 2020
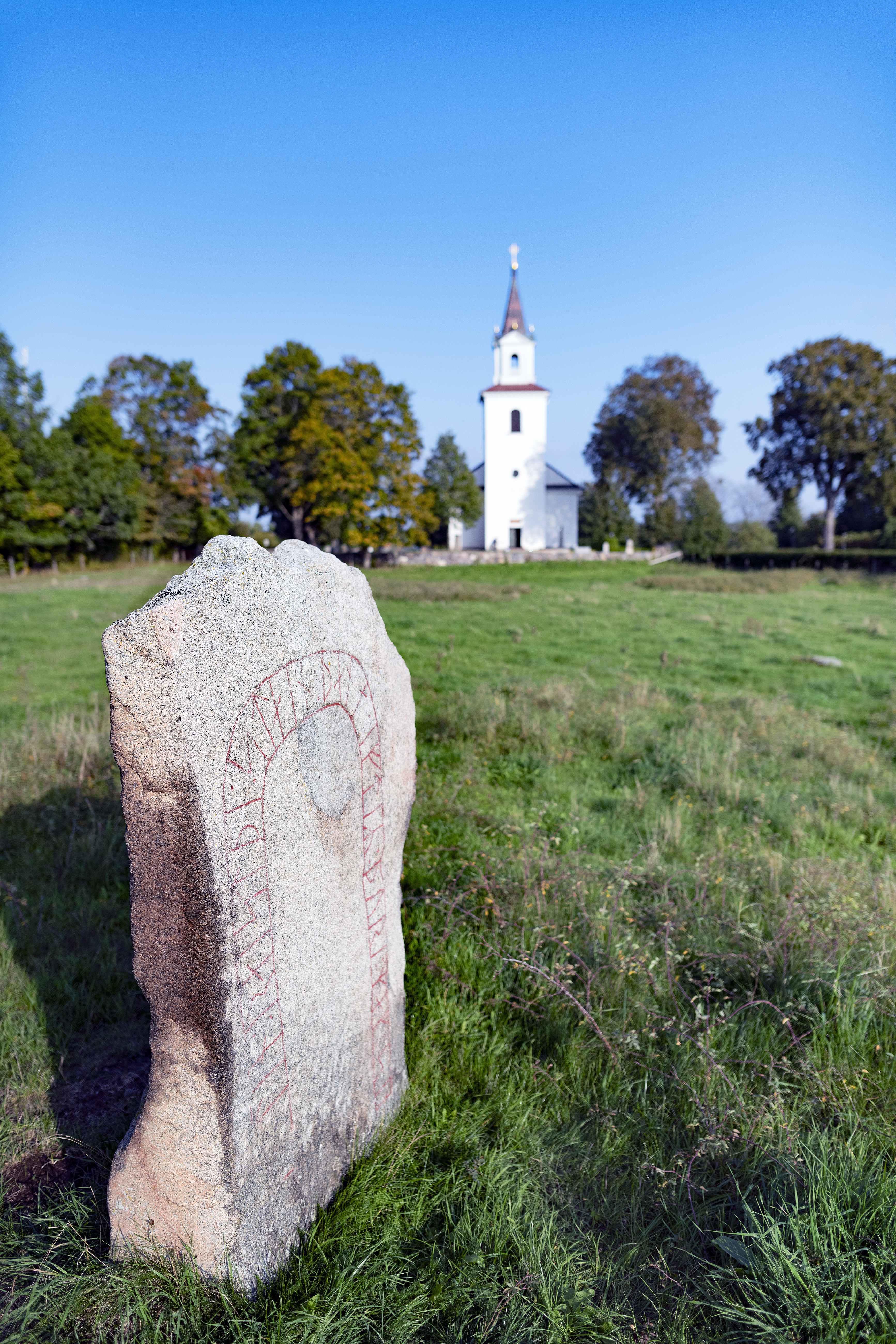
Ög 223 år 2020
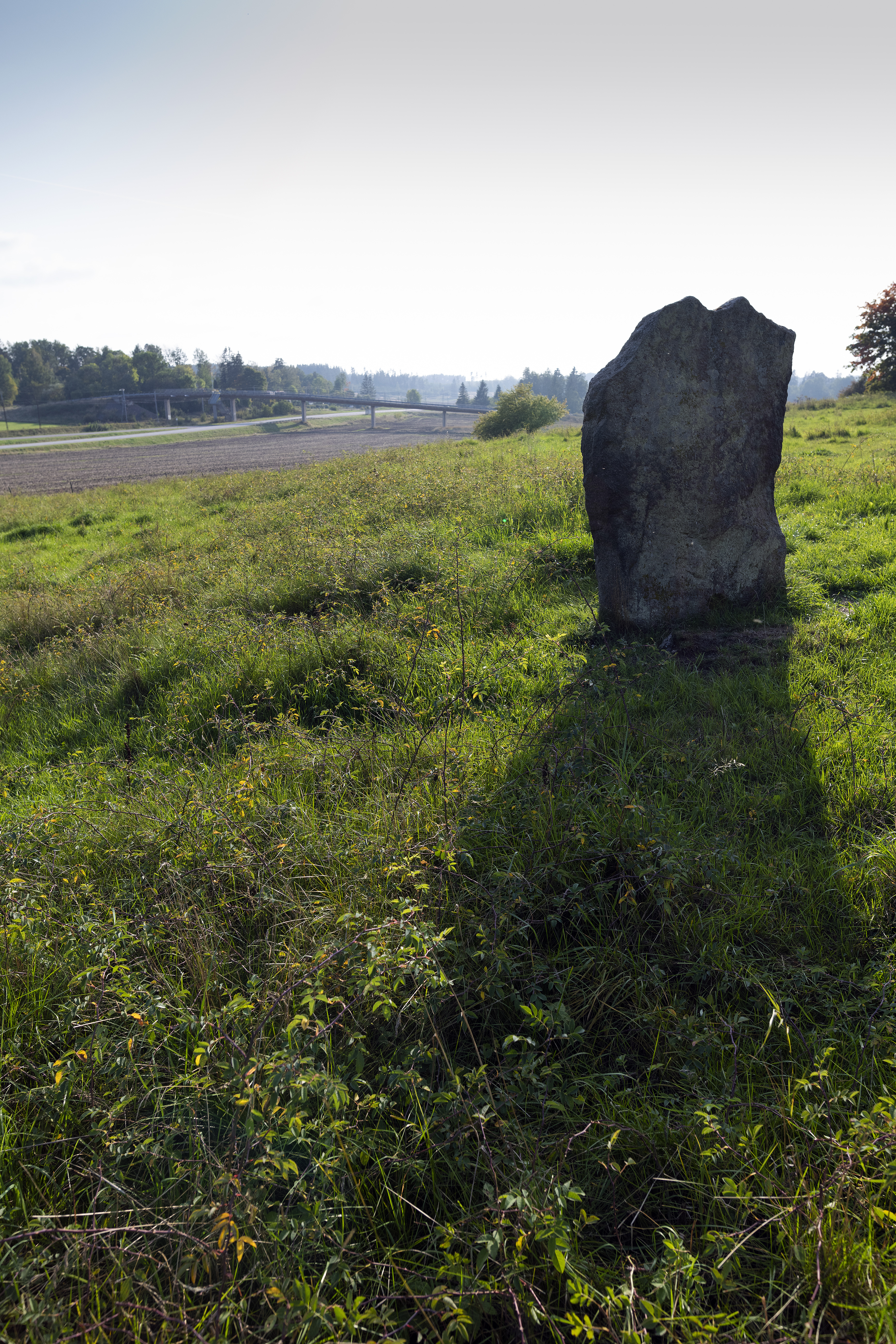
Ög 223 år 2020
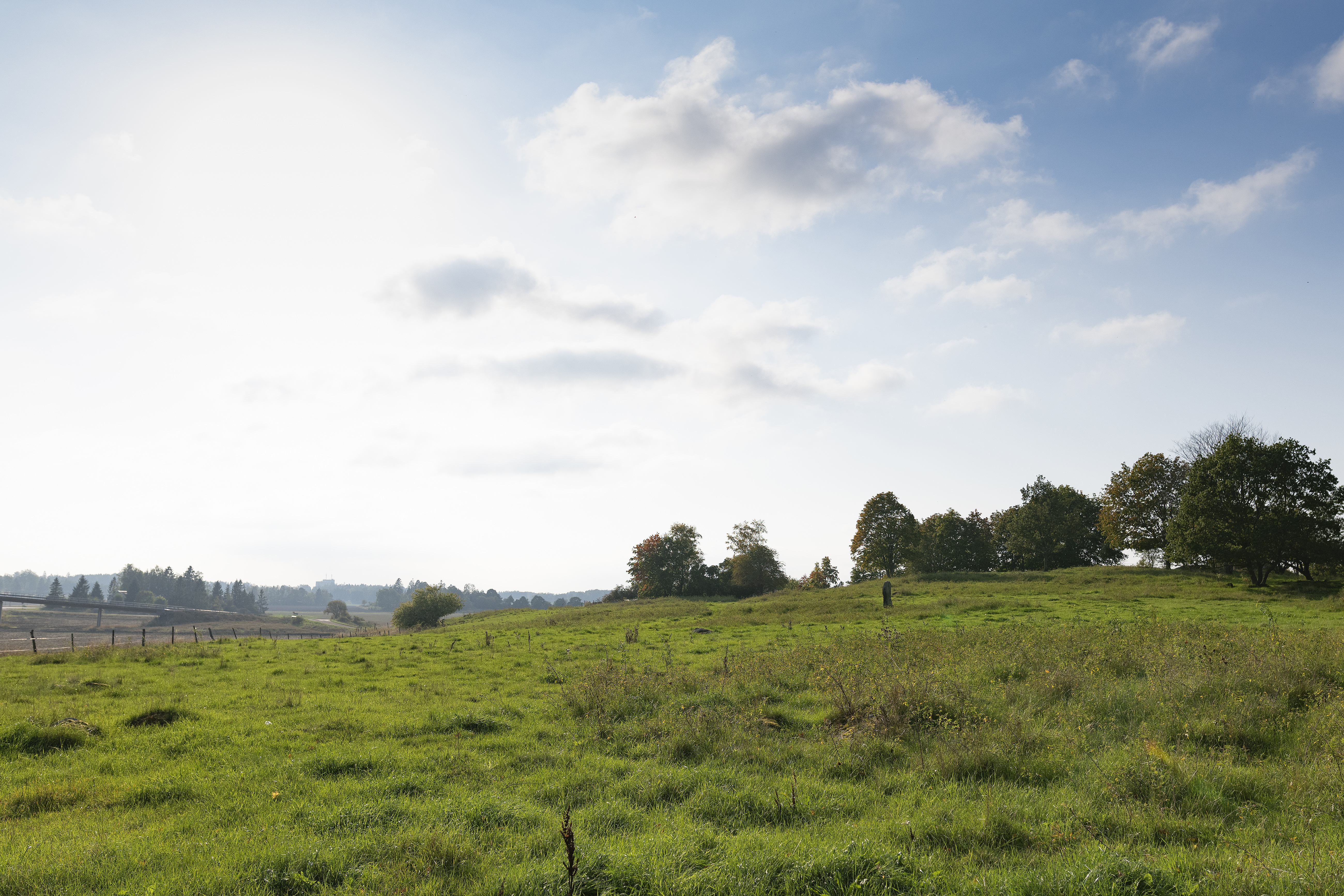
Ög 223 år 2020